# アニメがお仕事!
『アニメがお仕事!』（アニメがおしごと）は、石田敦子による日本の漫画である。『ヤングキングアワーズ』（少年画報社）において、2004年4月号から2007年9月号まで連載。本編と並行して『オトナアニメ』にてイチ乃・二太を狂言回しにエッセイ漫画『アニメがお題目!』が連載された。
尾道出身の二卵性の双子の福山イチ乃と二太が、アニメーターのになる夢をかなえた後、様々な壁に直面する。

## 登場人物
福山 イチ乃（ふくやま イチの）
尾道出身。二太（後述）の姉。3月20日生まれ。高校（女子高）時代は漫研に所属。高校卒業後、ヘルパーの資格を取るために大学の公開講義に通ったり、自動車学校に通ったりしていたが、アニメーターになる夢を諦めきれず、約半年後に上京。先に上京していた二太の紹介でめもちプロに入社する。
福山 二太（ふくやま にた）
尾道出身。イチ乃の弟。3月21日生まれ（イチ乃とは二卵性の双子だが、深夜12時をまたいで産まれたため、2人は誕生日が違う）。高校時代はアニ研に所属。高校卒業と同時に上京し、めもちプロに入社。

## 単行本
- 石田敦子 『アニメがお仕事!』 少年画報社〈ヤングキングコミックス〉、全7巻
  1. 2004年8月27日発売 ISBN 4-7859-2460-8
  2. 2005年2月25日発売 ISBN 4-7859-2513-2
  3. 2005年8月26日発売 ISBN 4-7859-2571-X
  4. 2006年2月27日発売 ISBN 4-7859-2614-7
  5. 2006年8月28日発売 ISBN 4-7859-2674-0
  6. 2007年4月28日発売 ISBN 978-4-7859-2768-4
  7. 2007年9月28日発売 ISBN 978-4-7859-2859-9 - アニメがお題目!収録